# جيورجيوس جياكوماكيس
جيورجيوس جياكوماكيس (مواليد 9 ديسمبر 1994) هو لاعب كرة قدم يوناني يلعب كمهاجم في نادي في في في فينلو.

## روابط خارجية
- جيورجيوس جياكوماكيس على موقع الاتحاد الدولي (مؤرشف)  (الإنجليزية)
- جيورجيوس جياكوماكيس على موقع الاتحاد الأوربي (الإنجليزية)
- جيورجيوس جياكوماكيس على موقع الدوري الأمريكي (الإنجليزية)
- جيورجيوس جياكوماكيس على موقع إي إس بي إن إف سي (الإنجليزية)
- جيورجيوس جياكوماكيس على موقع قاعدة بيانات كرة القدم.إي يو (الإنجليزية)
- جيورجيوس جياكوماكيس على موقع ليكيب (الفرنسية)
- جيورجيوس جياكوماكيس على موقع ناشيونال فوتبول تيمز (الإنجليزية)
- جيورجيوس جياكوماكيس على موقع Soccerbase.com (لاعب) (الإنجليزية)
- جيورجيوس جياكوماكيس على موقع Soccerway.com (الإنجليزية)
- جيورجيوس جياكوماكيس على موقع عالم كرة القدم.نت (الإنجليزية)